# Wapen van Hoogstraten

Het wapen van Hoogstraten

Het wapen van Hoogstraten is het heraldisch wapen van de Antwerpse gemeente Hoogstraten. Het wapen werd op 20 oktober 1819 per besluit van de Hoge Raad van Adel aan de gemeente toegekend. Hetzelfde wapen is daarna nog twee keer toegekend. Sinds 1989 heeft het wapen geen kroon, maar een prinsenhoed.

## Blazoenering
De blazoenering van het wapen van Hoogstraten luidt als volgt:
In keel een paal van zilver. Het schild getopt met een prinsenhoed.
Het wapen is geheel rood van kleur met daarop een zilveren paal, de verticale baan in het midden. Op het schild geen kroon maar de heraldische hoed van een prins. De prinsenhoeden werden in de Zuidelijke Nederlanden voor 1795 gebruikt.

## Geschiedenis
De Vrijheid van Hoogstraten, verheven in 1210, voerde een wapen dat gelijkend was aan dat van de gemeente. Een eerste vermelding van het wapen betreft een zegel uit 1795. Op het zegel staat het schild op een wapenmantel, met bovenaan de mantel een prinsenhoed. De prinsenhoed en wapenmantel zijn attributen van de prinsen van het vorstendom Salm-Salm. De prinsen waren tussen 1740 en 1795 hertogen van Hoogstraten.
Het gemeentewapen werd in 1819, ten tijde van het Verenigd Koninkrijk der Nederlanden, per besluit van de Hoge Raad van Adel aan de gemeente Hoogstraten toegekend. Na de onafhankelijkheid van België werd het wapen op 31 december 1838 opnieuw aan de gemeente toegekend. Deze twee wapens bestonden enkel uit het schild met een markiezenkroon. Op 31 oktober 1961 werd het wapen opnieuw toegekend, ditmaal zonder de markiezenkroon, maar met wapenmantel, getopt door de prinsenhoed. Na de gemeentelijke fusie werd de wapenmantel verwijderd en werd de prinsenhoed op het schild geplaatst.